# Chimarra lotta
Chimarra lotta är en nattsländeart som beskrevs av Malicky 1993. Chimarra lotta ingår i släktet Chimarra och familjen stengömmenattsländor. Inga underarter finns listade i Catalogue of Life.